# ماكنزي أستين
ماكنزي أستين (بالإنجليزية: Mackenzie Astin)‏ مواليد 12 مايو 1973 في لوس أنجلوس، هو ممثل أمريكي بدأ مسيرته الفنية سنة 1982.

## الأعمال
- في الحب والحرب
- حقائق الحياة
- دون أثر
- الضياع
- هاوس
- بيبر دينيس
- سايك
- غريز أناتومي
- إن سي آي إس
- عقول إجرامية

## روابط خارجية
- ماكنزي أستين على موقع IMDb (الإنجليزية)
- ماكنزي أستين على موقع ألو سيني (الفرنسية)
- ماكنزي أستين على موقع أول موفي (الإنجليزية)
- ماكنزي أستين على موقع قاعدة بيانات الأفلام السويدية (السويدية)
- ماكنزي أستين على موقع إن إن دي بي (الإنجليزية)
- ماكنزي أستين على موقع قاعدة بيانات الفيلم (الإنجليزية)
- ماكنزي أستين على موقع كينوبويسك (الروسية)